# Ligne rose du métro de Chicago
Pour les articles homonymes, voir Ligne rose.

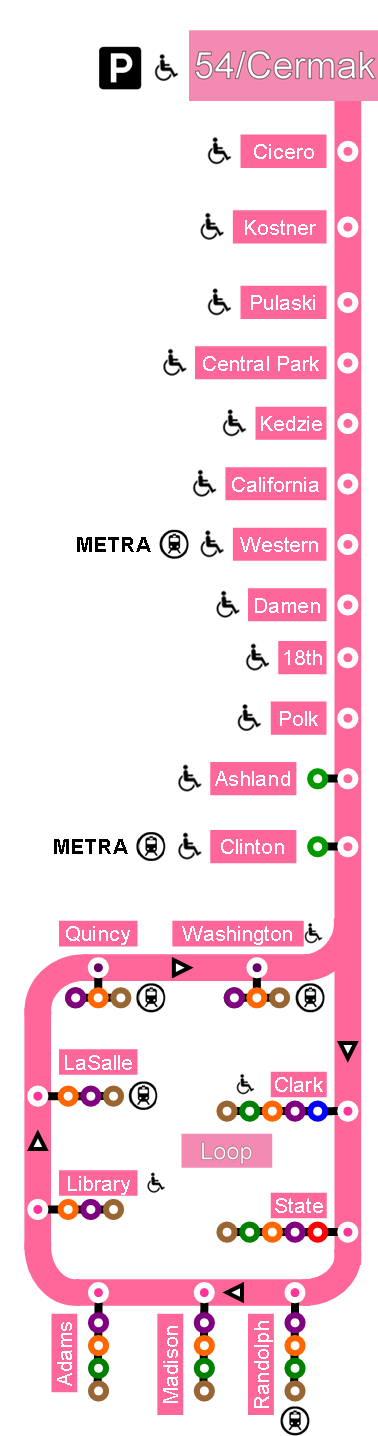
plan de la ligne rose

La ligne rose du métro de Chicago est la ligne la plus récente du réseau, elle est longue de 18 kilomètres et comporte 22 stations. Elle fut ouverte le 25 juin 2006 dans le cadre du redéploiement de la ligne bleue et de la scission des branches vers 54th/Cermak et vers Forest Park. 
Elle dessert la ville de Cicero et l'ouest de la ville de Chicago jusqu'à son quartier financier du Loop. Elle fut dans un premier temps ouverte pour une période d’essai de 180 jours afin de s'assurer de la pertinence de son service pour les passagers avant d'être seulement confirmée officiellement le 4 décembre 2008. 
Elle permet de rejoindre notamment le Musée national d'art mexicain, l'Illinois Medical District, l'Hôtel de ville de Chicago, le Richard J. Daley Center, le Thompson Center, et le Chicago Board of Trade Building.

## Historique
En janvier 2005, la Chicago Transit Authority (CTA) a tenu des audiences sur sa proposition de modification de la desserte de la Douglas Park Branch (ligne bleue) en utilisant le Paulina Connector et le pont sur Lake Street (ligne verte) afin de scinder ainsi le service avec celui de Forest Park. Pour la première fois depuis le 22 juin 1958 et l'ouverture du Milwaukee-Dearborn Subway, la Douglas Branch et son terminus de 54th/Cermak fut à nouveau reliée au Loop aérien. La création de cette ligne permettait également à la CTA de doubler le service existant sur la Douglas Branch en heure de pointe.
Afin de répondre aux critiques de riverains perdant un accès direct avec les stations de la ligne bleue de l'autre côté du Loop, la CTA proposa que deux rames soit déviées via l'ancien itinéraire pendant les heures de pointe afin de rejoindre l'ancien terminus de l'aéroport international O'Hare de Chicago.
Le 15 février 2006, la CTA a approuvé le plan d'utilisation de la Douglas Branch et le 25 juin 2006, la ligne rose fut officiellement ouverte pour une période d'essai de 6 mois.
Le 30 mars 2006, la Chicago Transit Authority annonça que des trois couleurs proposées pour cette nouvelle ligne, c'est la couleur rose qui avait été choisie au détriment de la ligne argent (Silver) et de la ligne or (Gold). La couleur fut élue par des écoliers de maternelle de l'ensemble de l'agglomération de Chicago.
Pour la première fois depuis le 4 avril 1954, le Paulina Connector  fut également réutilisé en service commercial.
Traversant des difficultés financières la CTA prolongea la période d'essai de deux fois mois et le 27 avril 2008 elle proposa une nouvelle formule en supprimant les rames de la ligne bleue en provenance de O'Hare en heure de pointe.
Le service renforcé fut plébiscité par les voyageurs et la décision de la CTA prise le 4 décembre 2008 acta cette desserte de la Douglas Park Branch vers le Loop par la ligne rose de manière permanente.

## Son itinéraire
La ligne rose roule de l'ouest en empruntant les viaducs de la Douglas Park Branch et du Paulina Connector vers le centre-ville en rejoignant la ligne verte et le pont de Lake Street avant de faire demi-tour sur le Loop aérien. 

### Douglas Branch
À partir de son terminus de 54th/Cermak à Cicero, la ligne rose roule vers l'est sur un viaduc en direction du secteur financier du Loop (Downtown Chicago) sur les anciennes voies de la Metropolitan West Side Elevated jusqu'à la station Damen.
Après cette station elle tourne vers le nord et dessert encore les stations 18th et Polk sur Paulina Street. La Douglas Branch se termine là où l'ancienne branche de la  ligne bleue tournait vers le centre-ville et le Milwaukee-Dearborn Subway.

### Paulina Connector
À la sortie de la Douglas Branch, la ligne rose enjambe les voies de la  ligne bleue afin de rejoindre l'aiguillage de Paulina sur lequel aucune statiopn ne se trouve aujourd'hui et qui permet à la ligne de remonter vers le nord afin d'atteindre la Lake Branch.

### Lake Branch
La ligne rose tourne vers l'est et vers le Loop au croisement de Paulina Street et de Lake Street. Son parcours est ensuite le même que celui de la  ligne verte sur la Lake Branch, elle s'arrête aux stations Ashland et Clinton avant le Loop.

#### LeLoop
La ligne rose continue vers le centre et emprunte la voie intérieure du loop pour y faire demi-tour en commençant par la station Clark/Lake et en terminant par la station Washington/Wells afin de faire demi-tour dans le sens des aiguilles d'une montre en direction de 54th/Cermak.

### Rames utilisées
Actuellement, la ligne rose est exploitée par des rames de type 2600 qui sont enregistrées au dépôt de 54th/Cermak. Les rames sont couplées par six en heure de pointe, par quatre en heure creuse et le week-end et par deux en soirée du lundi au dimanche.

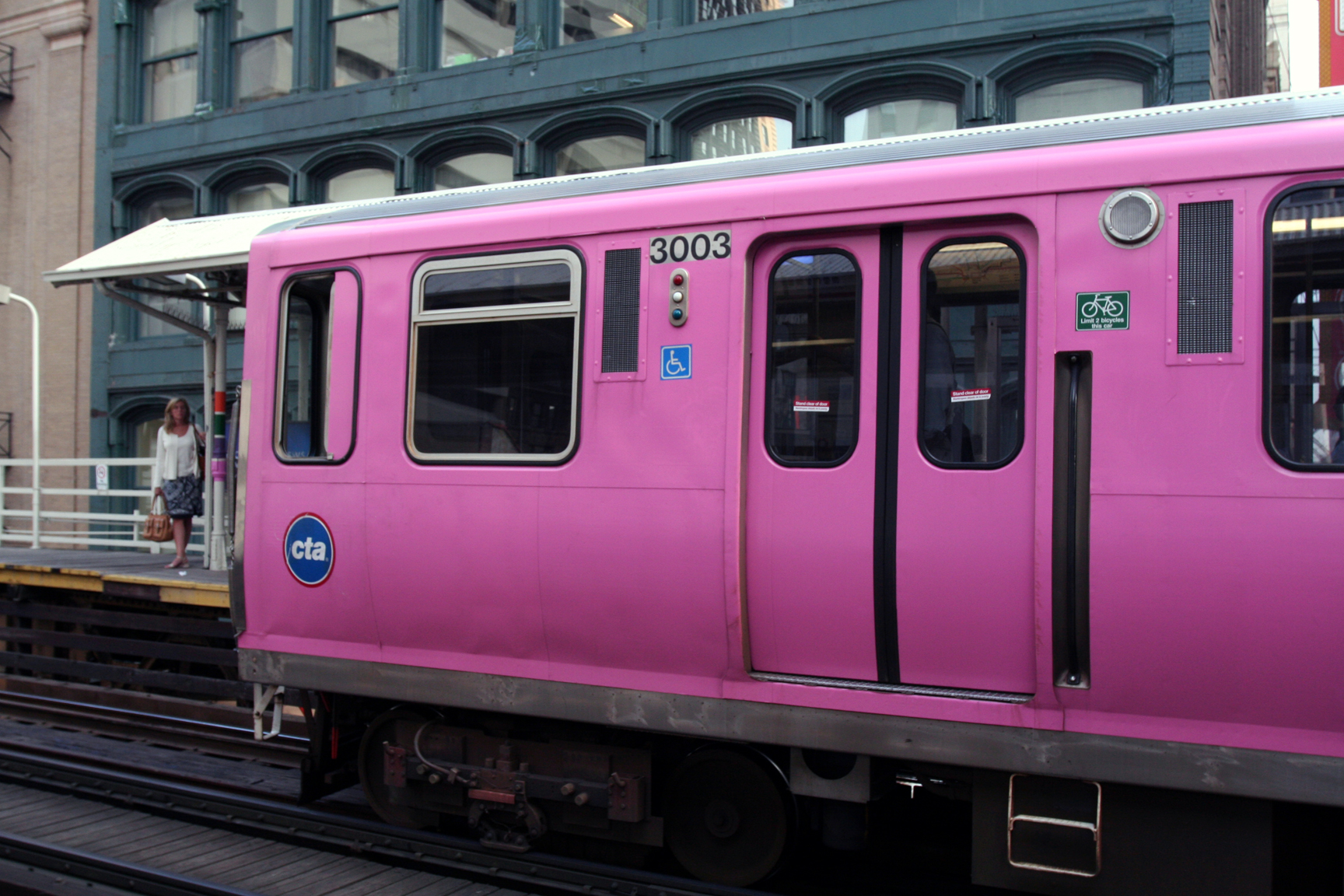
Des rames roses pour l'ouverture de la ligne.
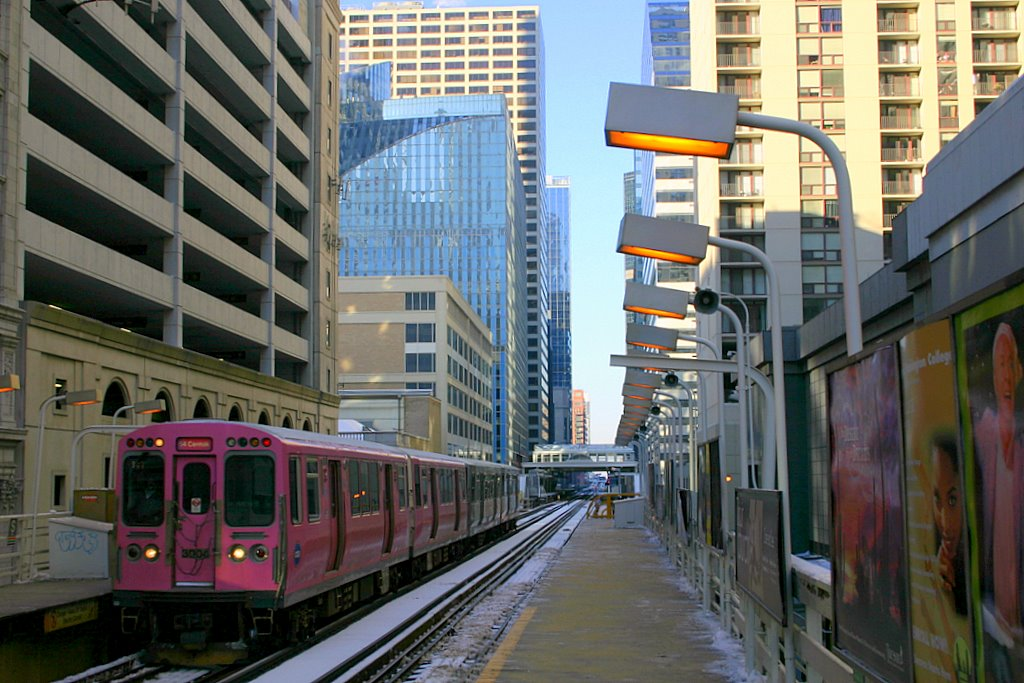
Autres rames roses pour l'ouverture de la ligne.
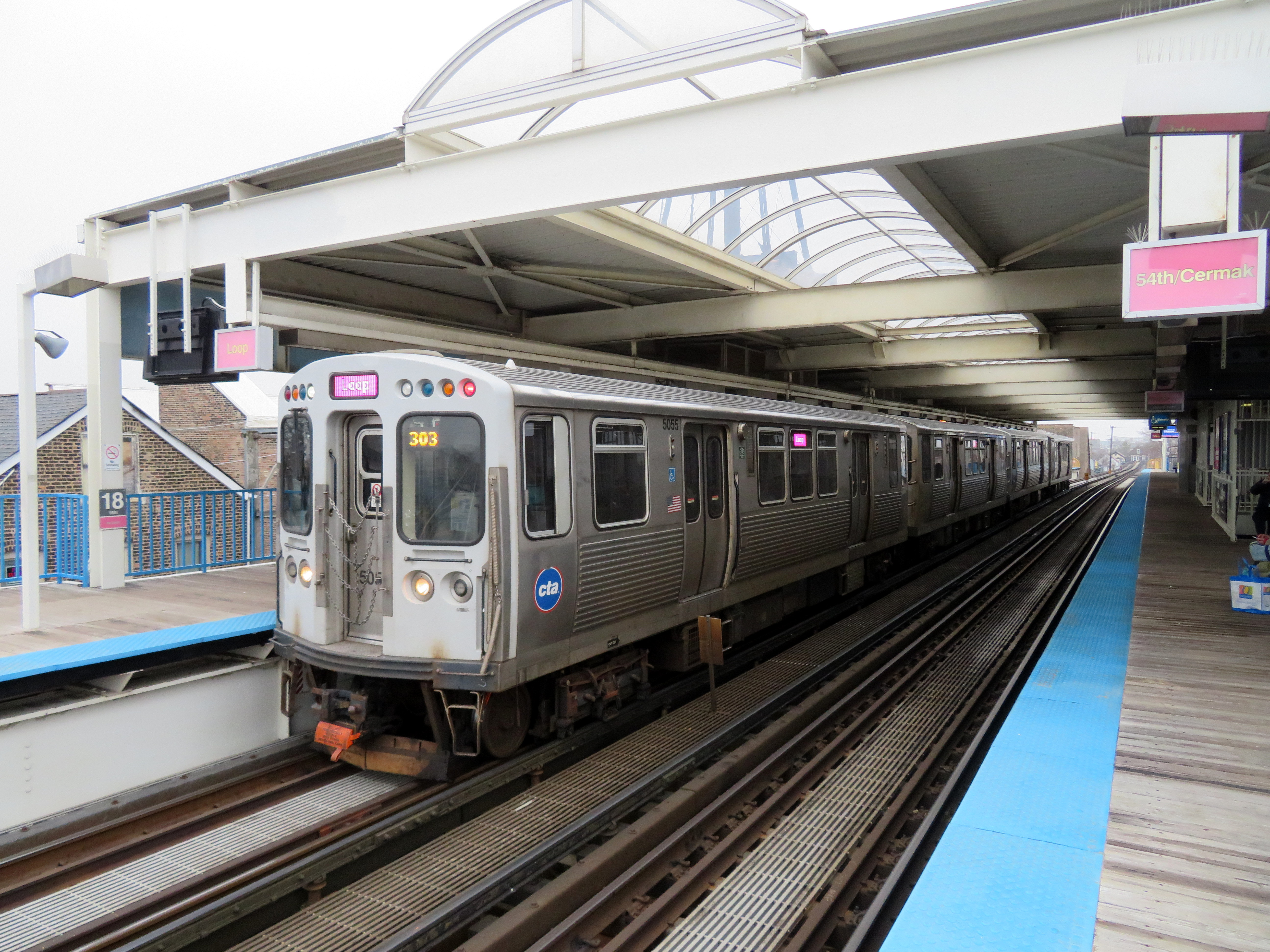
Arrivée d'une rame à la station 18th (direction 54th/Cermak).
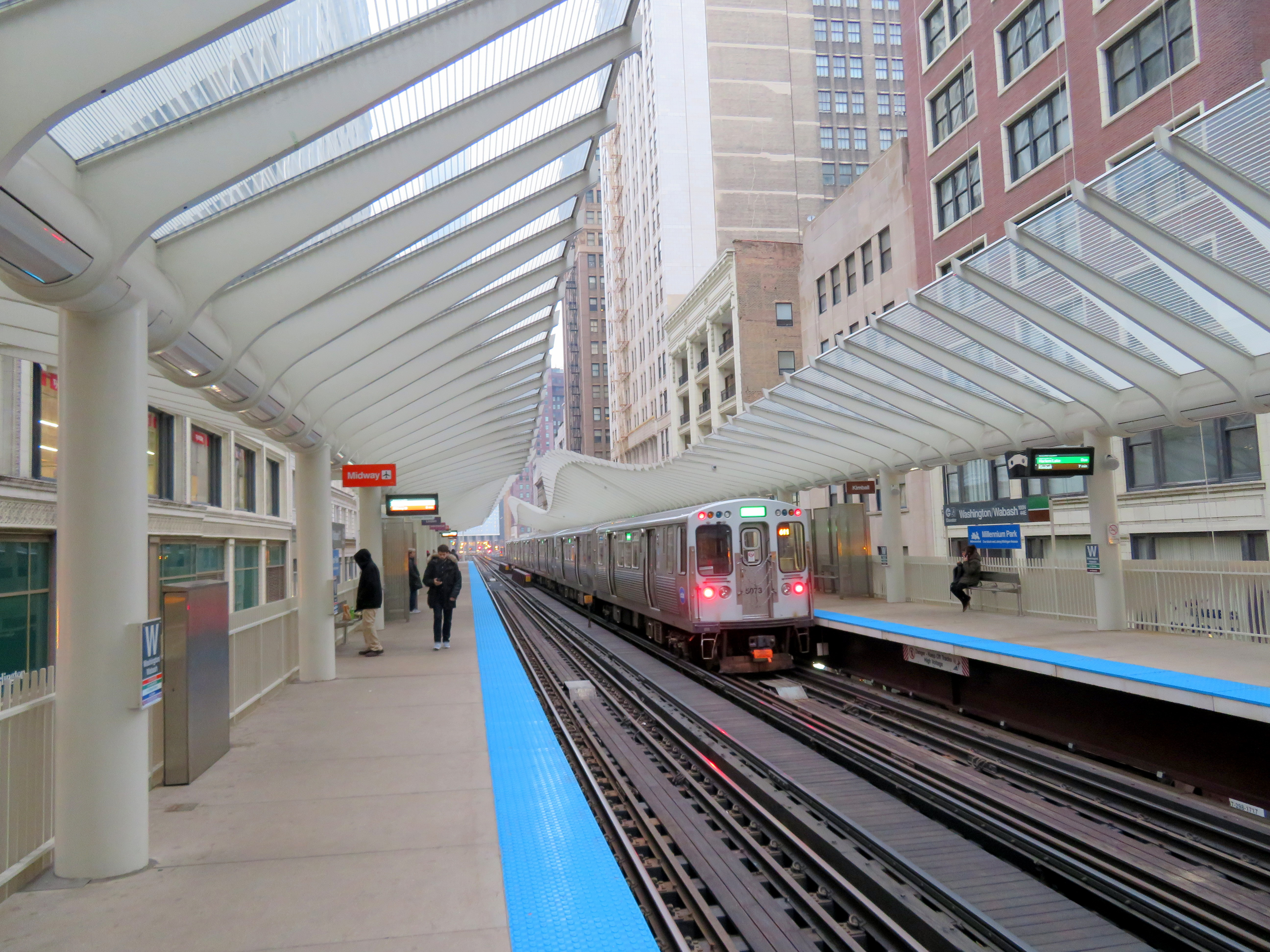
La station Washington/Wabash sur l'Union Loop.

## La station Morgan
Morgan est une future station sur le tronçon de la Lake Branch.
Fermée en 1948 en raison de sa faible fréquentation et de la volonté de la Chicago Transit Authority de réduire ses coûts et d'accélérer le service sur la ligne, elle sera rouverte fin 2011 après des années de lobbying intense de la part des résidents locaux et des membres de la marine marchande de la Fulton Market Association.
Le chantier d'un montant de quarante millions de dollars attribué à la firme Transystems a débuté le 1er mars 2010 et les travaux doivent se terminer pour novembre 2011. 
La nouvelle station sera accessible aux personnes à mobilité réduite grâce à deux ascenseurs et elle sera desservie par les lignes verte et rose entre les stations Clinton et Ashland, elle sera également équipée d'un garage à vélos.

#### Chicago 'L'
- Chicago Transit Authority
- Union Loop
- Metra

#### Autres
- Métro
- Liste des métros du monde
- Liste des métros d'Amérique